# Cultura de Omari
A cultura de Omari (ou Omariana) desenvolve-se entre 4600-4 400 a.C. e é conhecida a partir da aldeia de Omari (subdividida em A, B, C, D, E, F, Fa e G) e do sítio de Gebel Hof, localizados próximos da cidade de Heluã a uma distância significativa do Nilo: "Em termos de geomorfologia, Omari não foi um adequado ambiente do rio Nilo; porém, durante o período subpluvial do Neolítico ele forneceu importantes e atraentes recursos ecológicos e geológicos para seres humanos viverem lá". Segundo Debono e Mortensen a cultura desenvolveu-se entre as Cultura de Merinde e Maadi-Buto, contudo, estimativas de Kaiser e Hassan afirmam que tal cultura desenvolveu-se contemporaneamente com a fase final de Merinde, e Hassan complementa afirmando que Omari é 500 anos mais velha que Maadi-Buto. Além disso, foram constatadas semelhanças entre as indústrias líticas de Merinde, Omari e Faium, embora isto ainda não possa ser visto como prova conclusiva de ligação entre os sítios em vista da enorme quantidade de divergências entre as culturas.
Especula-se que, embora estas culturas tenham presumivelmente uma origem africana, elas foram influenciadas em sua cerâmica pelo estilo do neolítico palestino e, em certo ponto, também em sua economia. Midant-Reynes, assim como Debono e Mortensen, em vista da presença de artefatos do final do paleolítico nos sítios neolíticos e a constatação de que houve uma cultura epipaleolítica na região de Heluã, supõe-se sem muita contradição de que os habitantes de Omari foram descendentes de caçadores-coletores do período anterior.

## Características
Omari, uma aldeia de 375.000 m2 teve quatro fases ocupacionais, as três primeiras caracterizadas pelo uso parcial do sítio e a presença de covas com ou sem cestas o que indica que o sítio foi utilizado para armazenar grãos, e a quarta fase marcada pela ocupação total do sítio e as primeiras evidências de habitações (lareiras, buraco de postes); embora exista evidências habitacionais apenas na quarta fase ocupacional, imagina-se que, desde os primórdios, Omari foi um povoado agrícola sedentário. Alguns pisos de barro foram, segundo as evidências, possivelmente forrados, contudo, Hoffman sustenta a teoria de que na realidade este forro nada mais é do que o telhado que cedeu com o passar do tempo. Foram identificadas 43 sepulturas onde os mortos eram ocasionalmente revestidos com peles ou esteiras e acompanhados por bens; em uma sepultura foi identificado com um morto um cetro entalhado de madeira, o que possivelmente representa estratificação social.
A indústria omariana consiste em ferramentas produzidas em sílex e calcário silicificado (machados polidos, picaretas, lâminas de foices, pontas de flecha de base côncava e triangular, pontas, espigões, facas, serras, lâminas unifaciais de foices, lâminas retocadas e pedunculadas, raspadores, furadores e brocas, pontas dentadas e espigadas, micrólitos), osso e chifre (anzois, punções, furadores, pinos, agulhas); paletas, vasos de pedra (basalto, calcita), almofarizes, amoladores, fusos, moinhos (quartzito), moedores (madeira petrificada), goivas, martelos, discos perfurados, pilões (madeira petrificada, quartzo, arenito, calcário, sílex), polidores e ornamentos (conchas, espinhas de peixe, ossos de animais e contas de casca de ovo de avestruz, madrepérolas, jadeite, calcário e basalto) foram identificados; gesso, ocre, galena e os primeiros exemplos do uso do cobre foram evidenciados. A cerâmica possuía diversas cores (marrom-amarelada/avermelhada, vermelha, preta, cinza ou esverdeada) foi polida (ocasionalmente coberta com ocre), temperada (palha, papiro ou areia) e não decorada; pequenas e grandes jarras fechadas, vasos (com base plana ou côncava), pratos ovais, bacias, bacias profundas, taças, frascos hemisféricos e copos pequenos são suas principais formas.
A economia de Omari era baseada na agricultura (cevada, trigo, linho), coleta vegetal (Lolium, Echium, centeio, ervilhas, favas, ervilhacas, figos, tâmaras, Rumex, Emex, Lathurus, Thesium, Polygonum, Colcynth, Lathyrus, Ceruana, Paspadlidium, Acacia, Tamarisk, Retanma, Suaeda, Pragmites, Desmostachya), pecuária (burros, bovinos, ovinos, caprinos, suínos, cães), caça (crocodilos, tartarugas, antílopes, hipopótamos, lebres, ratos, aves) e pesca. Postula-se que houve contato comercial com o Sinai e Mar vermelho em vista da presença de conchas, galena e possivelmente sílex cinza fino.